# 10 quilômetros
10 quilômetros (10 km) é uma modalidade de corridas de fundo em que os atletas devem percorrer a distância de 10 quilômetros em ruas. Normalmente é distinguida da corrida de 10000 metros, que é percorrida em pista de atletismo e tem seu nome escrito em metros.
É uma distância bastante popular, sendo uma corrida que atrai amadores e profissionais. É curta o suficiente para ser acessível com algumas semanas de treinamento, mas longa o suficiente para ser um desafio.

## Características
Por ser percorrida em ruas, as provas podem ser muito diferentes uma da outra, dependendo do relevo, clima e calçamento do percurso. Há corridas em percursos montanhosos e planos. Na maratona do Rio de Janeiro, a prova de 10km passa pelo aterro do Flamengo. Em Belo Horizonte, uma dessas provas passa pela pista do aeroporto de Confins. No Reino Unido, há provas passando por florestas, pelas montanhas da Escócia, por prédios históricos como o Palácio de Buckingham, ou percorrendo o circuito de Silverstone de Fórmula 1. Uma dessas corridas é a 10 km de Manchester, que completou sua 20ª edição em 2023.
O horário da prova também influencia seu andamento. A maioria das corridas são durante o dia, mas há provas realizadas durante a noite, como em Marília e a "Night Run"em Belo Horizonte.
A prova pode ser realizada em eventos com outras modalidades, como de 5km, a meia-maratona (21km) ou mesmo a maratona (42km). Pela sua popularidade, pode ser uma forma de celebração. Como exemplos temos uma homenagem ao jogador Pelé, uma celebração a cidade de Recife, o aniversário da Universidade Federal de Viçosa, a valorização o esporte de rua, entre outros objetivos.
No Brasil, a prova de Santos é considerada a maior em participação, e reuniu mais de 21 mil participantes em 2023. Neste ano, os vencedores foram Wendel Jeronimo Souza (masculino, 29min07s) e Francine dos Santos Moura (feminino, 34min34s).

## Recorde por região
- Recordes mundiais em negrito. Dados de junho de 2018.[12][13]

| Região                             | Masculino | Masculino           | Masculino      |       | Feminino               | Feminino       | Feminino |
| Região                             | Tempo     | Athlete             | Nação          |       | Tempo                  | Atleta         | Nação    |
| ---------------------------------- | --------- | ------------------- | -------------- | ----- | ---------------------- | -------------- | -------- |
| África                             | 26:24     | Rhonex Kipruto      | Quênia         | 29:43 | Joyciline Jepkosgei    | Quênia         |          |
| Ásia                               | 27:51     | Abraham Cheroben    | Bahrein        | 30:05 | Violah Jepchumba       | Bahrein        |          |
| Europa                             | 27:13     | Julien Wanders      | Suíça          | 30:05 | Lonah Chemtai Salpeter | Israel         |          |
| América do Norte, Central e Caribe | 27:23     | Mark Nenow          | Estados Unidos | 30:52 | Shalane Flanagan       | Estados Unidos |          |
| Oceania                            | 27:28     | Zane Robertson      | Nova Zelândia  | 31:17 | Benita Willis          | Austrália      |          |
| América do Sul                     | 27:48     | Marílson dos Santos | Brasil         | 32:03 | Carmem de Oliveira     | Brasil         |          |

## Top 5

### Masculino
- Atualizado em abril de 2023[14][15]

| Rank | Tempo | Atleta                | Nação   | Data                   | Corrida                       | Local          | Ref    |
| ---- | ----- | --------------------- | ------- | ---------------------- | ----------------------------- | -------------- | ------ |
| 1    | 26:24 | Rhonex Kipruto        | Quênia  | 12 de janeiro de 2020  | 10K Valencia Ibercaja         | Valencia       | [ 16 ] |
| 2    | 26:33 | Berihu Aregawi        | Etiópia | 11 de março de 2023    |                               | Laredo         | [ 17 ] |
| 3    | 26:38 | Joshua Cheptegei      | Uganda  | 1 de dezembro de 2019  | 10K Valencia Trinidad Alfonso | Valencia       | [ 18 ] |
| 4    | 26:44 | Leonard Patrick Komon | Quênia  | 26 de setembro de 2010 | Singelloop Utrecht            | Utrecht        |        |
| 5    | 26:49 | Sebastian Sawe        | Quênia  | 29 de abril de 2023    | Adizero Road to Records       | Herzogenaurach | [ 19 ] |

### Feminino
- Atualizado em setembro de 2023.[20][21]
- Mx = corrida mista de gênero
- Wo = corrida exclusiva para mulheres

| Rank | Tempo      | Atleta              | Nação   | Data                    | Corrida                 | Local                 | Ref    |
| ---- | ---------- | ------------------- | ------- | ----------------------- | ----------------------- | --------------------- | ------ |
| 1    | 29:14 (Mx) | Yalemzerf Yehualaw  | Etiópia | 27 de fevereiro de 2022 | Castellón 10K           | Castellón de la Plana | [ 22 ] |
| 2    | 29:24 (Wo) | Agnes Ngetich       | Quênia  | 10 de setembro de 2023  | Brașov Running Festival | Brașov                | [ 23 ] |
| 3    | 29:38 (Mx) | Kalkidan Gezahegne  | Bahrein | 3 de outubro de 2021    | The Giants Geneva       | Geneva                | [ 24 ] |
| 4    | 29:43 (Mx) | Joyciline Jepkosgei | Quênia  | 9 de setembro de 2017   | Prague Grand Prix       | Prague                | [ 25 ] |
| 5    | 29:46 (Mx) | Sheila Chepkirui    | Quênia  | 12 de janeiro de 2020   | 10K Valencia            | Valencia              | [ 16 ] |